# Tudo Isto É Fado
Tudo Isto É Fado é um filme português realizado por Luís Galvão Teles, estreado a 1 de Abril de 2004.

## Elenco
- Ângelo Torres... Amadeu
- Danton Mello... Leonardo, o brasileiro
- Ana Cristina de Oliveira... Lia
- João Lagarto... A. Reis
- Carlos Santos[1]